# Desperate Journey

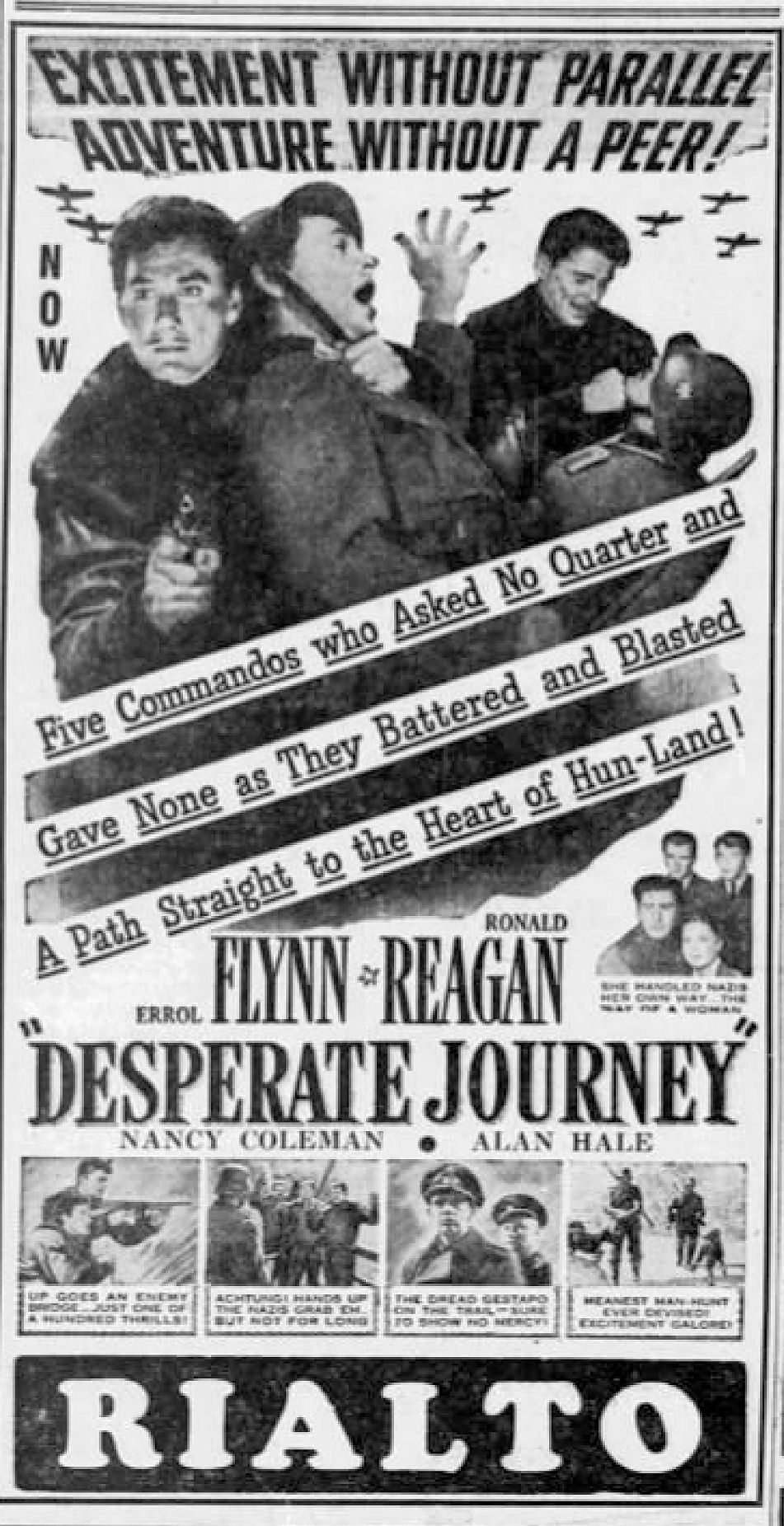
Propaganda do Rialto Theater para o filme de guerra americano "Desperate Journey" (1942) - 2 de outubro de 1942, no Morning Call, Allentown PA

Desperate Journey é um filme ação e aventura estadunidense de 1942, dirigido por Raoul Walsh e estrelado por Errol Flynn e Ronald Reagan.
O filme foi indicado ao Oscar de melhores efeitos visuais (Byron Haskin e Nathan Levinson) na 15ª cerimônia de premiação.

## Elenco
- Errol Flynn ...Tenente Terrence Forbes
- Ronald Reagan ...Oficial Johnny Hammond
- Nancy Coleman ...Kaethe Brahms
- Raymond Massey ...Major Otto Baumeister
- Alan Hale Sr. ...Sargento Kirk Edwards
- Arthur Kennedy ...Oficial Jed Forrest
- Ronald Sinclair ...Sargento Lloyd Hollis II
- Albert Bassermann ...Dr. Mather
- Sig Ruman ...Preuss
- Patrick O'Moore ... Lane-Ferris
- Felix Basch ...Hermann Brahms
- Ilka Grüning ...Frau Brahms
- Elsa Bassermann ...Frau Raeder
- Charles Irwin ...Capitão Coswick
- Richard Fraser ... Clark
- Robert O. Davis ...Kruse
- Henry Victor ...Heinrich Schwarzmueller
- Bruce Lester ...oficial inglês
- Lester Matthews ...comandante de ala
- Ludwig Hardt ...Farmacêutico (sem créditos)

## Produção
Algumas cenas foram filmadas em locações em Sherwood Lake, Califórnia, Warner Ranch em Calabasas, CA e no Aeroporto Metropolitano de Los Angeles. Nancy Coleman substituiu Kaaren Verne no papel de "Kaethe Brahms".

## Recepção
Bosley Crowther, do The New York Times, caracterizou o enredo como basicamente semelhante a outros filmes recentes muito melhores, Target for Tonight (1941) e Man Hunt (1941). Sua crítica centrou-se no frenesi da ação. “E aventuras de arrepiar os cabelos, como eles têm em uma jornada inútil pela Alemanha – como golpes de guardas e Raymond Massey, tais perseguições e sabotagem incidental que você não verá deste lado dos quadrinhos, ou possivelmente um velho filme de faroeste".